# 大屋津姬命與枛津姬命
大屋津姬命（おほやつひめ の みこと）和枛津姬命（つまつひめ の みこと）為《日本書紀》表記之名，祂們是日本神話裡掌管樹木的女神。姊姊大屋津姬命的別名為大屋都比賣神（おほやつひめ の かみ）、大屋都媛命等，妹妹枛津姬命的別名則有抓津姬神（つまつひめ の かみ）、抓津姬命、都麻都比賣命、爪津姬神等。

## 概要

### 日本書紀之記載
根據《日本書紀》卷第一的記載，素戔嗚尊與五十猛神下降至新羅國曾尸茂梨（そしもり，今韓國江原道春川市牛頭山），但是五十猛神不想居住在此，遂以埴土作舟並乘之東渡，抵達出雲國簸川上鳥上峰（今島根縣斐伊川一帶）。祂下降時帶來許多樹種，播種在筑紫、大八洲國內，成為紀伊國之有功天神。
而次段則記載素戔嗚尊拔鬍髯化作杉、胸毛化作檜、尻毛成柀、眉毛化作櫲樟。五十猛神乃素戔嗚尊之子，其胞妹為大屋津姬命、枛津姬命，此三神皆奉祀於紀伊國。

### 先代舊事本紀之記載
據《先代舊事本紀》卷第四地祇本紀，素戔烏尊和五十猛神降於新羅曾尸茂梨，但後者不欲居於此，故以埴土作船、乘之東渡，抵出雲國簸之河上與安藝國可愛之河上鳥上峰。而五十猛神將八十樹種遍植於筑紫、大八洲內，與其胞妹大屋姬命、抓津姬命成為紀伊國奉祀之神。

## 解說
依照《日本書紀》和《先代舊事本紀》的紀錄，自古以來大屋津姬命和枛津姬命便被奉為林業之神。尤其素有「木之國」之稱的紀伊國（今和歌山縣全境及三重縣南部）林業興盛，這二位神明在當地香火鼎盛。姊姊神名中的「屋（ヤ）」即為房屋之意，縱然樹木乃其管轄範圍，但房屋由木材構築而成。至於妹妹神名的「枛（ツマ）」，則是一種可作為建築材料的木材；也因此這兩位姊妹神祇成為建築業之神。
此外，島根縣大田市「大屋町」的地名即取自大屋津姬命。

## 信仰
在日本主祭此二位女神的神社計有下述：
- 大屋都姬神社（和歌山縣和歌山市）
- 都麻津姬神社（和歌山縣和歌山市吉禮）
- 伊太祁曾神社（和歌山縣和歌山市）
- 賣布神社（島根縣松江市）
- 妻山神社（佐賀縣杵島郡白石町）

## 內部連結
- 久久能智
- 五十猛神

## 外部連結
- （日語）大屋津姫神（页面存档备份，存于）